# イルシルワト氷河
イルシルワト氷河 （英:  Illecillewaet Glacier、[ˌɪləˈsɪləwət] ）はカナダのブリティッシュ・コロンビア州にある氷河である。コロンビア山脈の一部であるセルカーク山脈に設けられたグレーシャー国立公園内にあり、氷河末端の近くを通るようにカナダ太平洋鉄道  (CPR)  が建設され、さらにその地にホテルがオープンすると、カナダ西部でも最高級の観光スポットとなった。鉄道や道路により容易に近づけるため、北米で最も研究された氷河の一つとなっている。1世紀を超える氷河の後退の様子は詳細に記録されている。

## 特徴
この氷河はブリティッシュ・コロンビア州のロジャーズ峠の西、セルカーク山脈のサー・ドナルド山の南に位置し、氷河の融水はイルシルワト川の源泉となっている。イルシルワトのニーヴェからは、アスルカン、ゲイキー、デビルといった３つの氷河も流れだしている
。
2002年時点で、氷河の涵養域面積は 4.92 平方キロメートルで、消耗域 の面積は 3.91 平方キロメートルあり、総面積は 8.83 平方キロメートルである
。
平均氷厚の推定値は 100 メートルで、最大標高は 2,800 メートルに達する。氷河末端から続く斜面に露出している基盤岩には プラッキングの跡が見て取れる。

## 歴史

### CPR とグレーシャー・ハウス

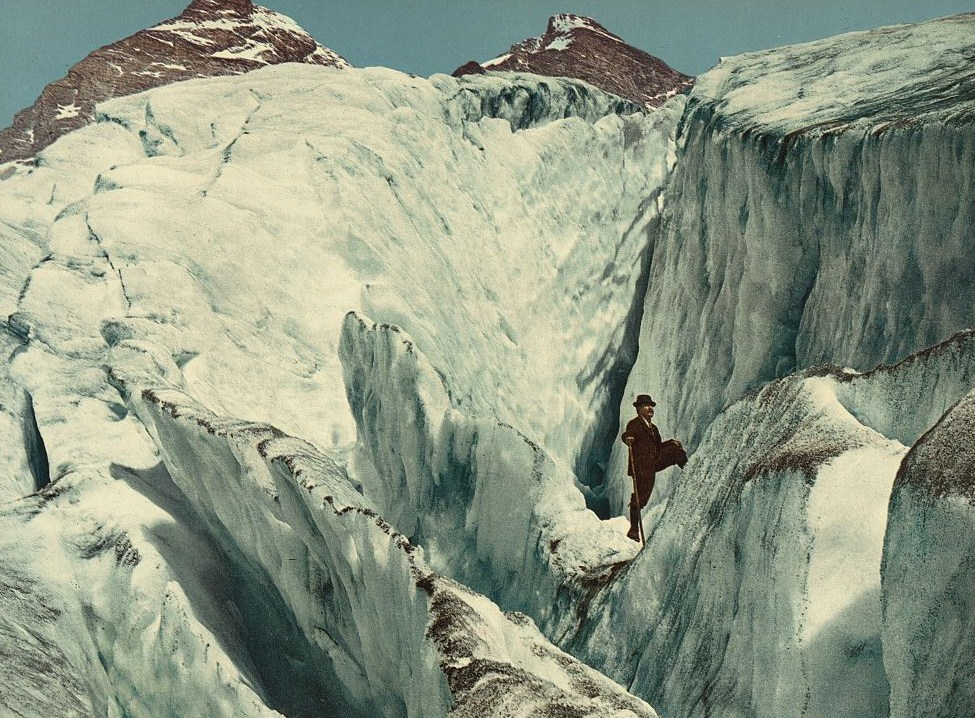
氷河を訪れた人 （1902年）

谷の東西には先住民が居住していたが、イルシルワト地域に居住していた証拠は見つかっていない
。
初めてこの氷河を目にした西洋人は、鉄道の敷設ルートを調査していた A. B. ロジャーズ少佐で、 1882年から1883年にかけて通行可能な峠を探索する最中の出来事だった
。
ロジャーズ峠を越えて大陸を横断するカナダ太平洋鉄道が開通すると、氷河周辺はカナダ西部における最初期の観光地と化した。 グレーシャー国立公園が1886年に設立され、同じ年のうちに小規模なホテル、グレーシャー・ハウスが氷河の北端近くに建設された。 ホテルは1892年と1904年の2度にわたって増築され
、1907年には「アメリカで最も人が訪れた氷河である」と述べられている。
この時代、イルシルワト氷河は、CPRのプロモーターによって「グレート氷河」と呼ばれていた。“イルシルワト (Illecillewaet) ” という名称は、オカナガン族の言葉で「大きな水」を意味し、氷河名に使われる前から川の名称として用いられていた
。
「グレート」という名称は徐々に使われなくなり、1960年代にパークス・カナダが現在の名称を正式に採用した。
やがて観光客に紛れて、登山家と氷河学者が訪れるようになる。記録に残るこの氷河の最初の登頂者は、A.O. ホイーラー とエドワード・ヒューズ、チャールズ・クラークの3名で1901年の事だが、まず間違いなくそれ以前に登頂を試みた者がいたであろう
。
ホイーラーとカナダ・アルパイン・クラブにより、登山目的でグレーシャー・ハウス周辺にヒュッテが整備され、氷河や近くの山で登山を楽しむ訪問者向けに、CPR がフォイツなど数名のスイス人ガイドを雇い入れている。

### ヴォー一家

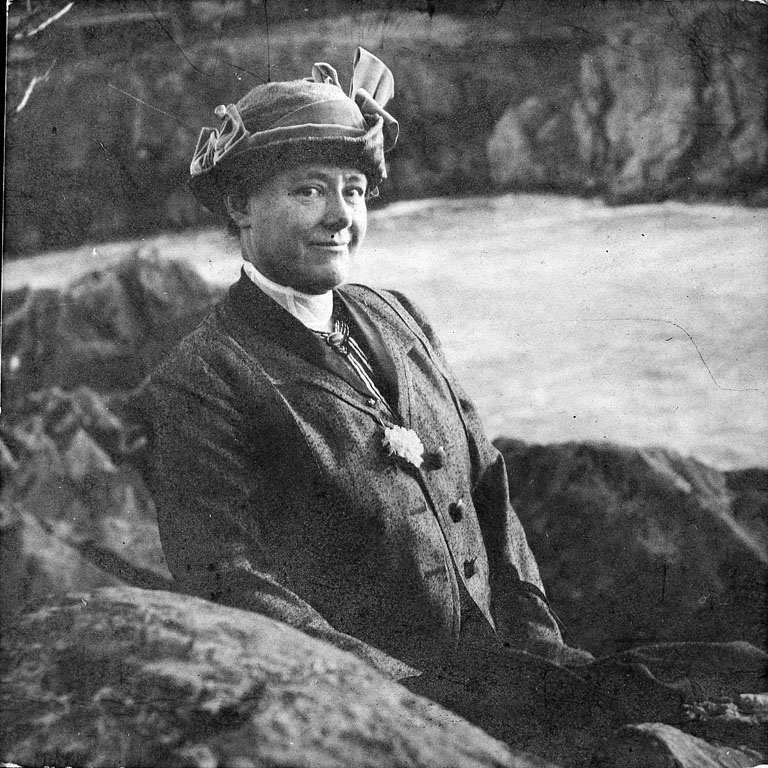
メアリー・ヴォー （1914年撮影）

ヴォー一家はペンシルベニア州出身の裕福なクエーカー教徒だった。この家族が初めてグレーシャー・ハウスとイルシルワト氷河を訪れたのは1887年のことで、再びこの地を訪れた際に、目に見えて氷河が後退していることに気づいた。ヴォー家の子女のウィリアムとジョージ2世、そしてメアリー（後のメアリー・ヴォー・ウォルコット）はアマチュアカメラマンで、氷河の定点撮影を行うから研究を開始した。ウィリアムとジョージ2世は自分たちの発見を米国科学アカデミーに報告し、その研究内容と手法は、氷河学に新らな分野を切り開く「突破口」と評価された。メアリ・ヴォーは1940年に亡くなるまで、毎夏この地を訪れ続けることとなる
。
逸話に近いレベルの話によると、ヴォー一家は注意深く氷河と周辺の地域の撮影を進めている。最初に用いられたのはガラス乾板で、山の上まで運び込まれ現像のためにフィラデルフィアまで送り返されていた。後により近代的なマミヤ光機製の中判カメラが使われている。より科学的な観測をサポートするために、継続的に撮影された写真資料が残されている。ジョージ・ヴォー2世の孫である（山岳写真家でもあった）ヘンリー・ヴォー2世は、氷河周辺の高原地帯について、その短い成長時期に着目した普遍の自然について言及している。現在と1900年代初頭との間に生じた２つの顕著な差異は、氷河の後退とトランスカナダハイウェイの開通である。彼はかつて祖父が立った同じ場所に立ち、祖父が目にした同じ木々を眺めてこう述べている。「ほとんど変わってはいない。最低でも2キロメートルは後退した氷河と、人が造ったものを除けば」
。

### トランスカナダハイウェイ
1916年に、CPR はコンノート・トンネルを完成させ、結果としてグレーシャー・ハウスの場所は迂回されてしまうことになった。利用者は減少し、1925年にホテルは閉鎖された。1929年には建物が倒壊している
。
以後30年の間、かつて人気のあったこの氷河を訪れる者はほとんどいなくなる。1962年、元のCPR の線路とほとんど同じルートを通ってトランスカナダハイウェイが開通した。再び、イルシルワト氷河は主要交通路に接続したことになる。パークス・カナダは氷河周辺の施設の増強を開始し、イルシルワト・キャンプ場を開設して、その時点でも遠ざかっていた氷河に向かうための新たなトレイルを整備した。 20世紀の後半に氷河の後退が顕著になるにつれ、氷河研究は盛んになっていった。

### 氷河の研究

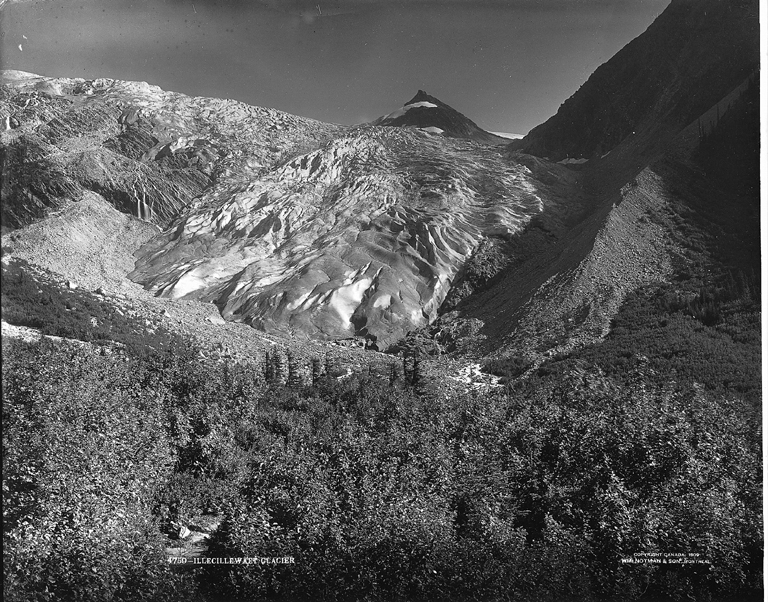
1909年の氷河の状況

ヨーロッパの氷河研究と比べると見劣りするものの、イルシルワト氷河の研究は北アメリカの水準からすると詳細なものである。最初の科学的研究は1887年から1912年にかけてヴォー一家によって行われた
。
ジョージとウィリアム、メアリーの3人のヴォー家に加えて、A.O. ホイーラーや C.E.ウェブなどにより、毎年の定点撮影を主要手段として、氷河の後退を測定していった
。
第一次世界大戦や世界恐慌は、観測の機会をほとんど減らしてしまった。特に、1925年のグレーシャー・ハウスの閉鎖はこの地域への訪問者を劇的に失わせている。連邦政府の Dominion Water and Power Bureau が1945年から、基線測定により氷河の評価を開始した。当局は1945年から1950年までは毎年、その後1960年までは2年毎に調査を実施している。1960年以後、調査は行われず、1972年になってパークス・カナダが再開した。氷河の後退状況を正確に求めるための岩上の地衣類の研究は、1996年に始まった。氷河の大きさを調べるために、衛星画像も利用されている。

### 氷河の後退
18世紀の終わりに科学的調査が開始されて以後、イルシルワト氷河は、わずかに前進した期間が多少はあったものの、基本的に後退し縮小し続けてきた。1887年から1962年の間に、氷河の末端はおよそ1.5キロメートル後退している。パークス・カナダの調査によると、1972年から1984年にかけて100メートル近く前進した期間があり、1887年から1984年までの累計は1,433メートルとなっている。氷河の質量としては1951年までに28％が失われ、1986年までに１％程度戻っている。

## 参照